# Crash ton rock
Crash ton rock est un groupe de punk rock canadien, originaire de Jonquière, Saguenay–Lac-Saint-Jean, au Québec.

## Biographie

### Débuts etSalon 2033(2006–2007)
Le groupe est formé à Jonquière, Saguenay–Lac-Saint-Jean, lorsque Jonathan Tremblay (alors à la guitare acoustique), Pierre Laliberté (guitare électrique) et Dany Lavoie (guitare électrique) décident d'unir leur force pour jouer de la musique au cours de l'été 2006. La bande est vite rejointe par Sébastien Saulnier (basse) et Sébastien Tremblay (batterie) pendant la même année. C'est ainsi que Crash ton rock prend forme au cours de l’hiver 2006. D'abord un projet acoustique instrumental, le quintette décide rapidement de pousser l'expérience plus loin en ajoutant des textes à leurs chansons. Jonathan Tremblay prend alors le rôle de chanteur et céda son poste de guitariste à David Savard lorsque le groupe termine d'enregistrer leur premier album.
Le groupe nouvellement formé de six musiciens, lance donc la démo-premier album Salon 2033 de façon totalement indépendante dans le courant de l'année 2007. La démo trouve rapidement preneur et s’avère une excellente carte de visite qui permet au groupe de partager différentes scènes du Québec avec des groupes d'envergure tels que les Cowboys fringants et Grimskunk. Fort de cette première expérience, jaillit rapidement l'idée de travailler sur du nouveau matériel. Toutefois, Sébastien Tremblay et Pierre LaLiberté, deux membres fondateurs, ainsi que David Savard, quittent le groupe en cours de route. Les membres restant sont alors rejoints par Guillaume Lebrasseur à la guitare acoustique, et Tommy Conelly à la batterie.

### Des rats parmi les loups(2008–2009)
Après quelques remaniements et du nouveau matériel en poche, Crash ton rock s’entend en 2008 avec l’étiquette Slam Disques pour la sortie de son premier album officiel, et deuxième album au total, sous contrat et lance Des rats parmi les loups. Pour y arriver, le groupe trouve un allié de taille en Hugo Mudie qui signe la réalisation. 
En mai 2009, ils sont annoncés à Saguenay pour la présentation en avant-première de leur album. Pour cet album, le groupe explique que, contrairement à Salon 2033, « l'album [Des rats parmi les loups] est beaucoup plus peaufiné, on y a intégré plus de nos influences et les chansons nous ressemble plus. Pour Salon 2033, on avait enregistré tous les instruments live et on avait fait ça en une fin de semaine. Sur le dernier, on a pris beaucoup plus de temps pour travailler les chansons et on s'est entouré d'une bonne équipe. »
Les trois premiers extraits de l’album font vite leurs apparitions dans les radios québécoises, se retrouvant même dans le top 10 de certains palmarès radiophonique. Leur premier vidéoclip, pour la pièce Elle, atteint la première position du top 20 de Musique Plus et trône au numéro 1 du palmarès francophone de la station pendant plusieurs semaines consécutives. Pour une seconde fois, le groupe accueilli un sixième membre avec l’arrivée du multi-instrumentiste Jimmy Bouchard à la guitare, le banjo ainsi qu’à l’accordéons et débuta une tournée d’une cinquantaine de représentations à travers le Québec qui leur permit de jouer dans des festivals de renom, dont les FrancoFolies de Montréal et Woodstock en Beauce, au cours des deux années suivantes pour faire la promotion du nouvel opus.

### Cheval de Troie(2010–2016)
En 2010, Tommy Conelly prend la décision de se concentrer sur de nouveau projet et céda son poste à Jimmy Bouchard. C’est en même temps que Sébastien Potvin est entré au sein du groupe pour prendre la place de Jimmy soit à la guitare électrique et parfois la mandoline. Le groupe lance ce qu'ils considère leur deuxième album officiel en octobre 2011. Cheval de Troie est un album plus personnel qui aborde des sujets comme la pauvreté ; Il priait, la vie de tournée ; Ça appartient à hier, le quotidien ; La routine et le deuil ; Mon premier héros, Heille mon Joe. Un clip est tourné pour la chanson Il priait. En 2013, le groupe lance leur vidéoclip pour la pièce On a tué le Rocket.

### Volte-face(depuis 2017)
En avril 2017, le groupe revient et publie un nouvel album intitulé Volte-face. Ce nouvel opus comprend un total de onze titres. Les textes sont plutôt sombres, traitant de problèmes existentiels (J’ai blessé d’Est en Ouest, Des gens que j’ai aimé) ou de société (Brûle, brûle le Québec brûle, J’ai depuis longtemps fait mon deuil). En mai cette même année, ils sont annoncés au Pouzza Fest.

## Style musical
Le style musical de Crash ton rock se caractérise par des accents folk et country, et s'inspire de groupes punk et folk. Il se caractérise aussi par l'utilisation d'instruments acoustiques, de textes chantés en français et de la voix roque de Jonathan Tremblay. Musicalement parlant, le groupe est souvent comparé par la presse spécialisée à Against Me! ou Gaslight Anthem.

## Membres

### Membres actuels
- Jonathan Tremblay - chant
- Guillaume Lebrasseur - guitare acoustique, accordéon
- Dany Lavoie - guitare
- Jean-François Gravel - guitare
- Sébastien Saulnier - basse
- Jean-Simon Leblanc - batterie

### Anciens membres
- Sébastien Tremblay - batterie (2006-2007)
- David Savard - guitare (2007)
- Pierre LaLiberté - guitare (2006-2007)
- Tommy Connelly - batterie (2007-2010)
- Sébastien Potvin - guitare (2010-2013)
- Jimmy Bouchard - guitare, banjo, accordéon, batterie (2008-2013)
- Jean-François Patry - batterie (2013-2019)
- Michael Brassard - batterie (2020-2023)

## Discographie
- 2007 : Salon 2033
- 2008 : Des rats parmi les loups (Slam Disques/DEP/Universal)
- 2011 : Cheval de Troie (Slam Disques)
- 2017 : Volte-face (Stomp Records)

## Vidéographie
- 2010 : Elle (réalisé par Jessy Fuchs)
- 2010 : Brûler (réalisé par Jessy Fuchs)
- 2011 : Il priait (réalisé par Jessy Fuchs)
- 2011 : Indifférente (réalisé par Jessy Fuchs)